# Tavriiske, Prîazovske
Tavriiske (în ucraineană Таврійське) este un sat în așezarea urbană Prîazovske din raionul Prîazovske, regiunea Zaporijjea, Ucraina.

## Demografie
Componența lingvistică a localității Tavriiske
     Rusă (96,46%)
     Ucraineană (3,54%)
Conform recensământului din 2001, majoritatea populației localității Tavriiske era vorbitoare de rusă (96,46%), existând în minoritate și vorbitori de ucraineană (3,54%).